# Mairelys Delgado Crespo
Mairelys Delgado Crespo (ur. 3 lipca 1974 w Villa Clara) – kubańska szachistka, reprezentantka HIszpanii od 2003, arcymistrzyni od 2004 roku.

## Kariera szachowa
W 1997 r. podzieliła II m. (za Lázaro Bruzónem Batistą) w turnieju Mix memoriału José Raúla Capablanki, rozegranego w Cienfuegos, natomiast w 1999 r. podzieliła V m. w mistrzostwach panamerykańskich w San Felipe. Normy na tytuł arcymistrzyni wypełniła w Pinar del Río (1998) oraz trzykrotnie w Benasque (2000, 2002, 2003). W 2003 r. podzieliła II m. (za Michaelem Oratovskim, wspólnie z m.in. Antoanetą Stefanową i Renierem Vazquezem Igarzą) w Cerlerze.
W latach 1996–2000 trzykrotnie wystąpiła w drużynie Kuby na szachowych olimpiadach, natomiast w 2006 i 2008 r. w olimpijskich turniejach reprezentowała Hiszpanię.
Najwyższy ranking w dotychczasowej karierze osiągnęła 1 października 2003 r., z wynikiem 2319 punktów zajmowała wówczas drugie miejsce wśród hiszpańskich szachistek.